# Alt.suicide.holiday

alt.suicide.holiday (a.s.h, ASH 혹은 ash)는 유즈넷의 뉴스그룹이다. 본래는 자살빈도와 휴가철의 관계에 대한 토론이 목적이었으나 그 크기가 커지면서 자살충동을 느끼는 사람들과 우울한 사람들이 솔직한 그들의 생각을 나누는 곳이 되었다. 몇몇 사용자들은 자살과는 거리가 멀면서 우울한 사람들에게 도움을 주기도 한다. FAQ에 따르면 이 뉴스그룹은 관리되지 않기 때문에 악의적인 사용자들의 표적이 되고 있으며 거칠며 때로는 적대적인 분위기라고 밝히고 있다. 이 뉴스그룹의 목적은 자살을 장려하거나 막는 것이 아니다.

## 문화
핵심 가치를 공유하는 사용자들은 여러 다른 확장된 범위의 연관된 온라인 커뮤니티를 만들었지만 이 뉴스그룹과는 거리가 있다. "ashers", "ashspace", "alt.suicide.methods" 등의 뉴스그룹이나 여러 채팅 그룹과 웹사이트가 있다.
이 커뮤니티는 그들만의 은어를 만들었는데 그것은 "Catch the bus"(버스를 잡다)이며 이 용어는 자살행위를 뜻한다. 그들은 다음과 같이 풀이한다:
A bus stop where several people have decided to stop and chat before deciding on whether or not to get on the bus.
'몇몇 사람들이 버스에 오르기전에 멈춰서 버스에 탈것인지 말것인지 결정하기 위해 대화하는 버스 정류장.'
새로 온 사람들은 다음의 메시지로 환영을 받는다:
Welcome to a.s.h, sorry you're here.
'a.s.h에 오신 것을 환영합니다만, 당신이 여기 있다니 유감입니다.'
이 뉴스그룹은 관리되지 않아 악의적인 사용자들의 표적이 되기 때문에 몇몇 사용자들은 이 뉴스그룹을 떠나 잘 관리되고 있는 메일링 리스트나 포럼으로 가기도 한다.
A.s.h는 그들의 현실적인 자살방법에 악명이 높았으며 그것엔 진지한 것들(예: 독약의 효과를 정리한 목록)부터 장난인 것들(예: 3차 세계 대전 시작하기)도 있었다. 현재는 Final Exit 이나 The Peaceful Pill 같은 법적으로 문제가 없는 자살방법에 관한 책들이 좀더 자세한 정보들을 제공하면서 a.s.h의 정보들은 무의미해졌고 더 이상 관리되고 있지 않으며 여러 관련된 IRC 채널들만이 존재하고 있다.

## 논의
a.s.h는 관리가 안되는 유즈넷의 한 뉴스그룹이므로 개인의 선택을 지지하거나 삶을 지지하는 본래의 목적을 유지할 수 없었다. 불량사용자들은 손쉽게 이 뉴스그룹을 공급하는 다른 뉴스그룹 공급자를 이용할 수 있었기 때문이다: 이 뉴스그룹에 글을 올리는 사용자들은 자살을 엄격히 반대하는 사용자들부터 개인의 자살할 권리를 생각하는 사용자들까지 다양하게 볼 수 있다.

## 오해
A.s.h는 자주 웹사이트로 오해를 받는데 사실 이 그룹은 유즈넷 뉴스그룹의 alt.* 계층의 그룹이고 웹사이트가 아니며 이러한 오해는 상당한 법적인 차이를 낳는다. 뉴스그룹은 웹사이트와 다르게 주인이 없으며 따라서 특별히 뉴스그룹을 책임질 조직이나 개인이 없는 것이다. 구글 그룹스 같은 웹사이트는 단지 뉴스그룹에 접근할 수 있게 뉴스그룹을 공급할 뿐이며 뉴스그룹은 어디에도 소속되지 않는다. 마찬가지로 a.s.h를 웹사이트로 오해하여 폐쇄시키려는 시도는 의미가 없다.

## 효과
최근의 연구결과에 따르면 자살사이트들이 자살상담전화보다 자살을 고민하는 사람들에게 감정적으로 도움을 준다고 한다. 주요 근거는 뉴스그룹은 특성상 실시간 대화가 아니기 때문에 사려깊은 응답을 받을 수 있고 그룹 기반의 논의는 자살충동을 느끼는 사람들의 불안감을 없애주며 높은 정도의 익명성은 a.s.h같은 뉴스그룹에 이점으로 작용하여 사람들로하여금 자유롭게 자신들의 감정을 결과에대한 두려움 없이 이야기 할 수 있기 때문이다.

### 자살관련 정보
A.s.h는 자살방법에 관한 정보들을 검열하지도 금지하지도 않는다. 이에 반대하는 사용자들은 이러한 정보들이 잠재적으로 취약한 사람들을 위험에 빠트릴 수 있다고 본다. - 위기를 극복할 수 있는 사람들이 이러한 자살방법들을 접하고 자살할 수 있기 때문이다.
열린 토론 분위기 속에서 여러 자살방법에 관한 정보들이 광범위하게 합법적으로 전달되었는데, 그 정보들은 파라세타몰 과다복용같은 몇몇 지식의 부족으로 인한 영구적인 부상들을 예방할 수 있었으며 결과적으로 이러한 정보들이 자살빈도에 영향을 준다는 조짐은 없었다. 예를 들어, 1991년에 Final Exit책이 출판되었는데 이 책은 확실한 자살방법들에 관한 매뉴얼이었다. 이 책은 18주 동안 베스트셀러 1위였으며 미국에서 공식적으로 백만 권 이상이 판매되었으나, 같은시기에 주목할만한 자살빈도 증가는 없었다.

## 뉴스 보도
이 뉴스그룹은 막을 수 있는 자살과 자살을 부추기는 뉴스그룹 그리고 웹사이트의 성질에 대한 직접적인 관계를 주장하는 뉴스 보도들의 대상이 되었다.
2003년에 a.s.h는 몇몇 우울한 사람들의 죽음에 이 그룹이 미친 영향에 대한 조사를 구실삼아 Wired articles시리즈의 주제가 되었고 이 기사에 대한 정확도와 진실성이 이 그룹의 사용자들과 미디어 비평가들 사이에서 크게 논란거리가 되었다. Ken Hagler's Radio Weblog: No One Asked Why He Wanted to Die.
A.s.h는 Suzy Gonzales의 자살에 영향을 미쳤는데, 그녀는 2003년에 자살했다. 그녀가 자신의 생각을 a.s.h에 공유한 것이 미국에서는 H.R. 940: Suzanne Gonzales Suicide Prevention Act of 2007 법안 제출을 시도하게끔 이끌었다. 이 법안은 통과되지 않았으며 자살위기에 있는 사람들을 위한 온라인 서포트 사이트를 만드는 대신 이러한 사이트들을 금지시켜 문제를 부정적으로 접근한다며 비판받았다.

## 다른 미디어의 보도
- alt.suicideholiday.net, a.s.h에서 영감을 얻은 자살 뉴스그룹에 관한 영화.
- A.s.h World Wide Suicide (2002) (TV), a.s.h에 관한 다큐멘터리
- Norway.today는 실제 이야기에 영감을 얻어서 만들어진 연극이다. 한 젊은 노르웨이 남자와 젊은 호주 여자가 a.s.h에서 함께 자살하기로하고 Prekestolen (Pulpit Rock)에서 뛰어내린다. 그 후 그들의 텐트와 술, 오디오가 그곳에서 발견되었다는 이야기이다.[6] Wired Magazine이 원래의 이야기를 발표했다.[7] Norway.today는 2003년과 2004년 사이에 독일에서 가장 많이 공연되었으며 20개 언어로 번역되어 100곳 이상의 공연장에서 공연되었다.[8]

## 용어
- Ticket (티켓) - 버스를 타기 위한 티켓. 자살을 위해 모든 도구와 준비를 갖춘 것을 뜻한다.
- Catch the bus (버스를 잡다) - 주로 "CTB"로 줄여쓴다. 자살의 완곡 어법이다.